# Sunrise (Band)
Sunrise war eine deutsche Popgruppe, die in den späten 1970ern bekannt war.

## Bandgeschichte
1978 gelang der Gruppe mit dem Titelsong ihres Debütalbums Call on Me ein Erfolg in den deutschen Singlecharts. Das Lied wurde von den beiden Bandmitgliedern Holger Julian Copp und Hanno Harders geschrieben, die Mitte der 1980er gemeinsam als Beagle Music Ltd. einen weiteren Hit hatten. Weitere Bandmitglieder waren Jörg Fries und Michael Reinecke, der das Lied produzierte und sich später auch als Musikproduzent einen Namen machte.
Von dem Lied entstand noch im selben Jahr eine deutschsprachige Version mit dem Titel Wir zieh’n heut’ Abend aufs Dach, mit der Jürgen Drews ebenfalls in die Charts kam. Diese wurde wiederum von Fips Asmussen parodiert, der daraus den Titel Ich krieg’ heut’ Nacht eins aufs Dach machte.
Ebenfalls im Jahr 1978 nahm die Gruppe mit dem Lied Liverpool an der deutschen Vorentscheidung zum Grand Prix Eurovision de la Chanson (heute Eurovision Song Contest) teil und erreichte hinter Ireen Sheer (Feuer) den 2. Platz.
In den 2000ern wurde das Lied Call on me noch einmal wiederentdeckt und von einer Formation namens Two 4 Good zusammen mit Drews noch einmal auf Deutsch veröffentlicht. Außerdem gibt es eine Aufnahme der Originalversion von ATC aus dem Jahr 2002.
Nachdem das Quartett mit dem zweiten Album Paradise keinen weiteren Erfolg mehr hatte, löste sich Sunrise wieder auf.

## Mitglieder
- Hanno Harders (* 17. März 1954 in Lüneburg)
- Holger Kopp
- Jörg Fries
- Michael Reinecke (* 20. August 1950 in Lübeck)

## Diskografie
Alben
- Call on Me (1978)
- Paradise (1980)

Lieder
- Dirty Mind (1977)
- Call on Me (1977)
- Lady (1977)
- Liverpool (1978)
- Good, Good, Good (1978)
- Stand by Me (1979)
- Don’t Let Me Stand on the Outside (1979)
- Sphinx (1980)
- Paradise (1980)